# Техносигнатура
Техносигнатура або техномаркер — це будь-яка вимірювана властивість або ефект, що забезпечує наукові докази минулої чи сучасної технології. Техносигнатури аналогічні біосигнатурам, які сигналізують про наявність життя, розумного чи ні. Деякі автори вважають за краще виключити радіопередачі із визначення, але таке обмежене використання не є широко поширеним. Джілл Тартер запропонувала перейменувати проєкт SETI (від англ. Search for Extraterrestrial Intelligence — пошук позаземного інтелекту) у «пошук техносигнатур». Різні типи техносигнатур, як-от витоки випромінювання з мегамасштабних астроінженерних установок, таких як сфери Дайсона, світло позаземного екуменополіса або шкадовські рушії, які здатні змінювати орбіти зірок навколо галактичного центру, можуть бути виявлені за допомогою гіпертелескопів. Деякі приклади техносигнатур описані в книзі Пола Девіса 2010 року Страшне мовчання, хоча терміни «техносигнатура» і «техномаркер» у книзі відсутні.

## Астроінженерні проєкти
Сфера Дайсона, побудована життєвими формами, що мешкають у безпосередній близькості від сонцеподібної зірки, може спричинити збільшення кількості інфрачервоного випромінювання в випромінюваному спектрі зоряної системи. Тому Фрімен Дайсон вибрав заголовок «Пошук штучних зоряних джерел інфрачервоного випромінювання» для своєї роботи на цю тему 1960 року. SETI прийняв ці припущення у своєму пошуку, шукаючи такі «сильно інфрачервоні» спектри з аналогів Сонця. З 2005 року Фермілаб проводив постійне обстеження таких спектрів, аналізуючи дані з IRAS.
Визначення одного з багатьох інфрачервоних джерел як сфери Дайсона вимагало б вдосконалених методів розрізнення сфери Дайсона та природних джерел. Фермілаб виявила 17 «неоднозначних» кандидатів, з яких чотири були названі «потішними, але все ще сумнівними». Інші пошуки також призвели до кількох кандидатів, які залишаються непідтвердженими. У жовтні 2012 року астроному Джеффрі Марсі, одному з піонерів пошуку позасонячних планет, було надано грант на дослідження для пошуку даних з телескопа  Кеплер, з метою виявлення можливих ознак сфер Дайсона.
Шкадовські рушії, які мають гіпотетичну здатність змінювати орбітальні шляхи зірок, щоб уникнути різних небезпек для життя, таких як холодні молекулярні хмари або удар комети, також будуть виявляється подібним чином до транзиту позасонячних планет, які шукають за допомогою Кеплера. Однак, на відміну від планет, рушії, здається, різко зупиняються над поверхнею зірки, а не перетинають її повністю, виявляючи своє технологічне походження. Крім того, докази цілеспрямованого позасонячного гірничопромислового освоєння астероїдів також можуть виявити позаземний розум.

## Планетарний аналіз

### Штучне тепло і світло
Різні астрономи, в тому числі Аві Лоеб з Гарвард-Смітсонівського астрофізичного центру та Едвін Л.Тернер з Принстонського університету запропонували використовувати штучне світло від позаземних планет, наприклад які походять із міст, галузей промисловості та транспортних мереж, можуть бути виявлені та сигналізувати про присутність передової цивілізації. Однак такі підходи дозволяють припустити, що променева енергія, що генерується цивілізацією, буде відносно скупченою і тому може бути легко виявлена.
Світло і тепло, виявлені з планет, слід відрізняти від природних джерел, щоб остаточно довести існування розумного життя на планеті. Наприклад, експеримент НАСА 2012 року «Чорний мармур» показав, що значне стабільне світло і джерела тепла на Землі, такі як хронічні лісові пожежі в посушливій Західній Австралії, походять з незаселених районів і є природними.

### Атмосферний аналіз
Аналіз планетних атмосфер, як це вже зроблено на різних тілах Сонячної системи та в основному на декількох позасонячних планетах — гарячіх юпітерах, може виявити наявність хімічних речовин, що виробляються технологічними цивілізаціями. Наприклад, атмосферні викиди від промисловості на Землі, включаючи діоксид азоту та хлорфторвуглеводні, можна виявити з космосу. Наприклад, атмосферні викиди від промисловості на Землі, включаючи діоксид азоту та хлорфторвуглеводні, можна виявити з космосу. Отже, штучне забруднення може бути виявлене на позасонячних планетах. Однак залишається можливість виявлення помилок; наприклад, атмосфера Титана має помітні ознаки складних хімічних речовин, подібних до того, що на Землі є промисловими забруднювачами, хоча, очевидно, не є побічним продуктом цивілізації. Деякі вчені SETI пропонують шукати штучну атмосферу, створену за допомогою планетної інженерії, для створення середовищ, придатних для життя, для колонізації позаземним розумом.

## Позаземні артефакти та космічні кораблі

### Космічний корабель
Міжзоряний космічний корабель може бути виявлений на відстані від сотень до тисяч світлових років за допомогою різних форм випромінювання, таких як фотон, випромінюваний ракетою на антиматерії або  циклотронне випромінювання від взаємодії магнітного вітрила з міжзоряним середовищем. Такий сигнал було б легко відрізнити від природного сигналу і, отже, міг би твердо встановити існування позаземного життя, якби його було виявлено. Крім того, менші зонди Брейсвелла в самій Сонячній системі також можуть бути виявлені за допомогою оптичного або радіопошуку.

### Супутники
Менш передовою технологією і наближеною до сучасного технологічного рівня людства є екзопояс Кларка, запропонований астрофізиком Гектором Сокасом-Наварро з Канарського інституту астрофізики. Цей гіпотетичний пояс був би утворений усіма штучними супутниками, що займають геостаціонарні / геосинхронні орбіти навколо екзопланети. Моделювання дозволяє припустити, що дуже щільний супутниковий пояс (який вимагає лише помірно більш розвиненої цивілізації, ніж наша) можна буде виявити за допомогою існуючих технологій у кривій блиску з при транзиті екзопланет.

## Наукові проєкти, що шукають техносигнатури
Одну з перших спроб пошуку сфер Дайсона зробив В'ячеслав Слиш з Інституту космічних досліджень РАН у Москві в 1985 р., використовуючи дані з IRAS.
Інший пошук техносигнатур, приблизно у 2001 році, включав аналіз даних гамма-обсерваторії Комптон щодо слідів антиматерії, які, крім одного «інтригуючого спектра, ймовірно, не пов'язаного з SETI», виявився безрезультатним.
У 2005 р. Фермілаб проводив постійний огляд таких спектрів, аналізуючи дані IRAS. Ідентифікація одного з багатьох інфрачервоних джерел як сфери Дайсона потребує вдосконалених методів розрізнення сфери Дайсона та природних джерел. Фермілаб виявила 17 потенційних «неоднозначних» кандидатів, чотири з яких були названі «потішними, але все ще сумнівними». Інші пошуки також призвели до кількох кандидатів, які, проте, не підтверджені.
У статті 2005 року Люк Арнольд запропонував спосіб виявлення артефактів розміром із планети за їх характерною ознакою кривої блиску. Він показав, що такий технічний підпис був у межах досяжності космічних місій, спрямованих на виявлення екзопланет за допомогою транзитного методу, як і проєкти «Коро» або «Кеплер» на той час. Принцип виявлення залишається придатним для майбутніх місій пошуку екзопланет.
У 2012 році тріо астрономів на чолі з Джейсоном Райтом розпочали дворічні пошуки сфери Дайсона за сприяння грантів Фонду Темплтона.
У 2013 році Джефф Марсі отримав фінансування для використання даних телескопа Кеплер для пошуку сфер Дайсона та міжзоряного зв'язку за допомогою лазерів, а Люсьєн Воковіч отримала фінансування для виявлення штучних сигнатур у зоряній фотометрії.
Починаючи з 2016 року, астроном Жан-Люк Марго з Університету Каліфорнії в Лос-Анджелесі здійснював пошук техносигнатур за допомогою великих радіотелескопів.
У 2016 році було запропоновано, що зникаючі зірки можуть бути ймовірною техносигнатурою. Був здійснений пілотний проєкт із пошуку зникаючих зірок, який знайшов один об'єкт-кандидат. У 2019 році проєкт «Джерела, що з'являються і зникають, під час століття спостережень» (VASCO) розпочав більш загальні пошуки зірок, що з'являються і зникають, та інших астрофізичних перехідних процесів. Вони виявили 100 червоних перехідних процесів «найімовірніше природного походження», проаналізувавши при цьому 15 % даних зображень. У 2020 році співпраця VASCO розпочала громадянський науково-дослідний проєкт, перевіряючи зображення багатьох тисяч об'єктів-кандидатів. Громадянський науковий проєкт здійснюється у тісній співпраці зі школами та аматорськими асоціаціями, головним чином в африканських країнах. Проєкт VASCO називали «чи не найзагальнішим пошуком артефактів на сьогодні».
У червні 2020 року НАСА отримало їх перший SETI — специфічний грант за три десятиліття. Грант фінансує перший фінансований НАСА пошук техносигнатур передових позаземних цивілізацій, крім радіохвиль, включаючи створення та розповсюдження цифрової бібліотеки техносигнатур в Інтернет.